# غشتينانا
غشتينانا (المعروفة أيضاً بأسم جستينانا أو نجشتين-انا) هي إلهة سومرية قديمة للزراعة، والخصوبة، وتفسير الأحلام، ما تسمى بـ«كرمة العنب السماوية». هي أخت دوموزيد وزوجة نينجيسيدا. وهي أيضاً أبنة إنكي ونينهورساج. و تحمي شقيقها عندما يلاحقه شياطين غالا وتنعي وفاته بعد أن تسحبه الشياطين إلى كور.
وتوافق في النهاية على تولي مكانه في كور لمدة نصف عام، مما يسمح له بالعودة إلى السماء ليكون مع إنانا. أعتقد السومريون بأنه بينما كانت غشتينانا في السماء ودوموزيد في كور، أصبحت الأرض جافة وقاحلة، مما تسبب في موسم الصيف.

## العبادة

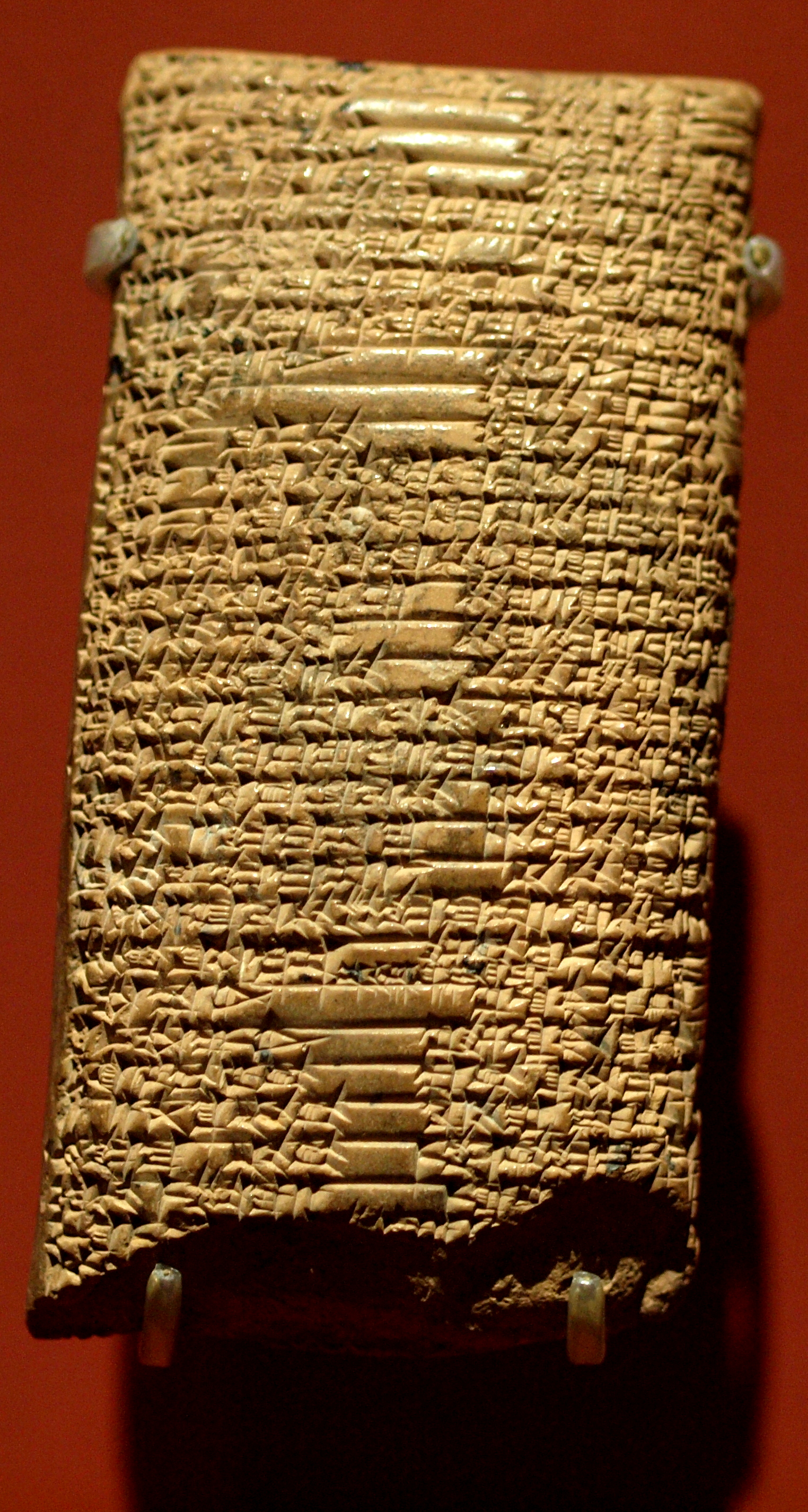
لوح طيني قديم من بلاد ما بين النهرين يرجع إلى الفترة الأمورية (حوالي 2000-1600 قبل الميلاد)، يحتوي على رثاء على موت دوموزيد، تعرض حالياً في متحف اللوفر في باريس

تشهد جيشتينانا لأول مرة في نصوص من أوائل عصر الثالث عشر. كانت مراكز ثقافتها الرئيسية هي مدن نيبور وإيسن وأوروك. وأستمرت في التعبد طوال العصر الأكادي، لكن عبادتها بدت وكأنها أختفت خلال العصر البابلي القديم. ولكن حتى بعد توقفها عن التعبد، لم يُنسى أسمها. وهي مذكورة في العديد من الأعمال الأثرية في وقت متأخر حتى العصر السلوقي. جيشتينانا تعتبر الأم إلهة و كانت مرتبطة بشكل وثيق مع تفسير الأحلام. ومثلها مثل أخوها دوموزيد، كانت أيضًا إلهًا ريفيًا, مرتبط بالريف والحقول المفتوحة.

## الأساطير

### حلم دوموزيد
تبدأ القصيدة السومرية حلم دوموزيد بإخبار دمشتيد عن غشتينانا عن حلم مخيف مر به. ثم تصل شياطين غالا لتسحب دوموزيد إلى أسفل إلى العالم السفلي كبديل لزوجته إنانا، الذي تم إنقاذها من العالم السفلي من قبل إنكي، إله الماء السومري. يفر دوموزيد ويختبأ. وتعذب شياطين غالا غشتينانا بوحشية في محاولة لإجبارها لإخبارهم أين يختبئ دوموزيد. غير أن غشتينانا ترفض أن تخبرهم أين ذهب شقيقها. تذهب شياطين غالا إلى صديق «دموزيد» الذي لم يتم ذكر أسمه، والذي يخون دوموزيد، ويخبرهم بالضبط أين يختبئ دوموزيد. فتقبض شياطين غالا على دوموزيد، لكن أوتو، إله الشمس، الذي يصادف بأن يكون شقيق إنانا، ينقذ دوموزيد بتحويله إلى غزال. وفي النهاية، تستعيد شياطين غالا دوموزيد وتجره إلى الأسفل إلى العالم السفلي.

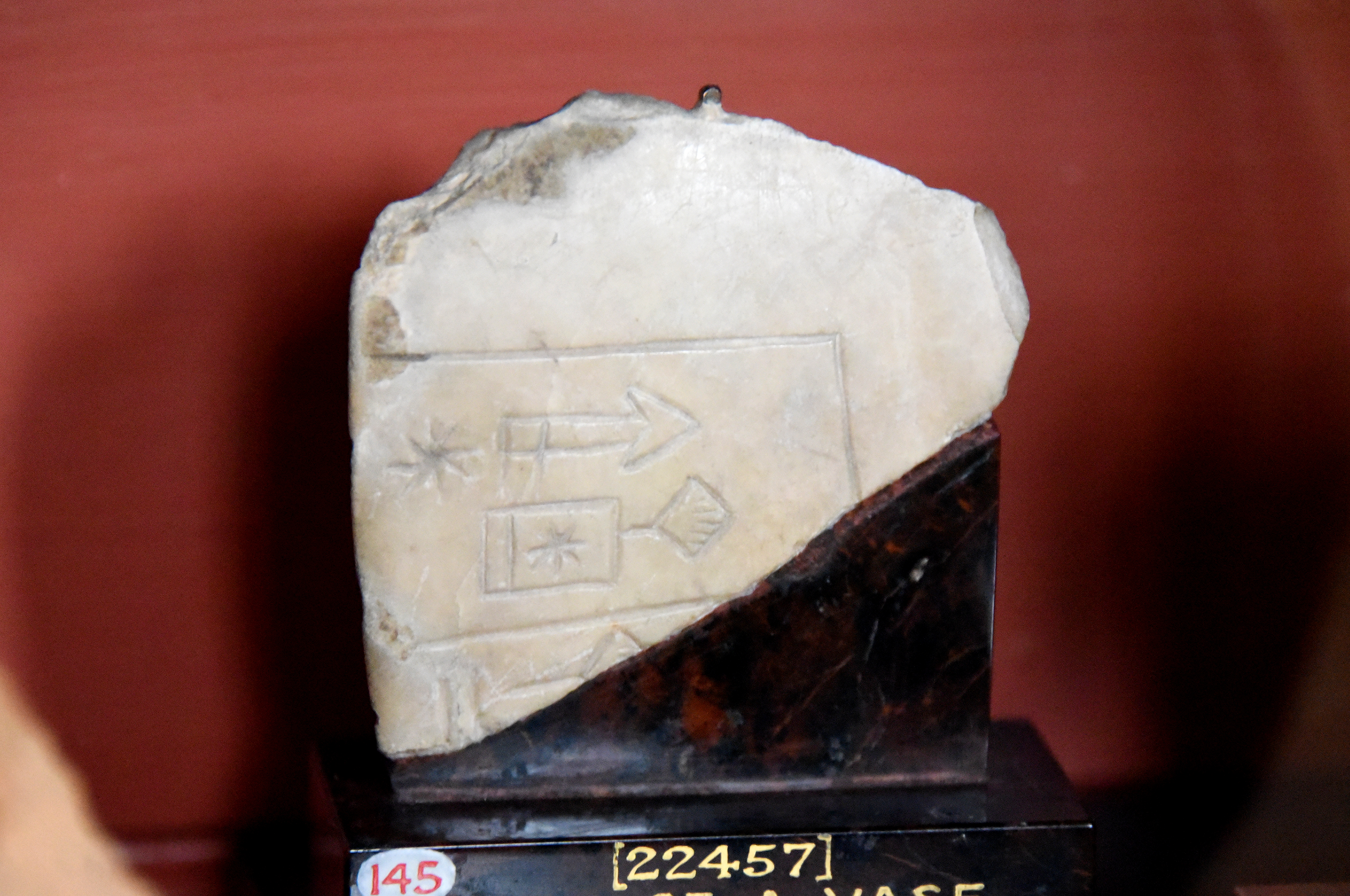
جزء من وعاء رخامي مكتوب عليه اسم غشتينانا، سومراني ، من أوروك ، موجود حاليًا في المتحف البريطاني

### عودة دوموزيد
في القصيدة السومرية عودة دوموزيد، التي تلتقط فيها نهايات حلم دوموزيد، تأسف غشتينانا بأستمرار لأيام وليالي على وفاة دوموزيد، التي أنضمت إليها إنانا، التي عادت على ما يبدو بتغيير القلب، وسيرتور، والدة دوموزيد. تنعى السيدات الثلاث بأستمرار حتى تبوح ذبابة لإنانا بمكان زوجها. معاً، تذهب إنانا وغشتينانا إلى المكان الذي أخبرتهم به الذبابة. يجدونه هناك، وتقرر إنانا بأنه من تلك النقطة فصاعداً، سيقضي دوموزيد نصف السنة معها في الجنة والنصف الآخر من السنة مع شقيقتها ارشكيجال في العالم الآخر.

## وصلات خارجية
- الآلهة والإلهات في بلاد ما بين النهرين القديمة: غشتينانا/بيليت-سيري (آلهة)